# Ciclohexadienă
Termenul de ciclohexadienă poate face referire la:
- 1,3-ciclohexadienă:
- 1,4-ciclohexadienă: